# Hausten
Hausten là một đô thị thuộc huyện Mayen-Koblenz bang Rheinland-Pfalz, phía tây nước Đức. Đô thị Hausten có diện tích 3,56 km², dân số thời điểm ngày 31 tháng 12 năm 2006 là 357 người.